# Martha Hunt

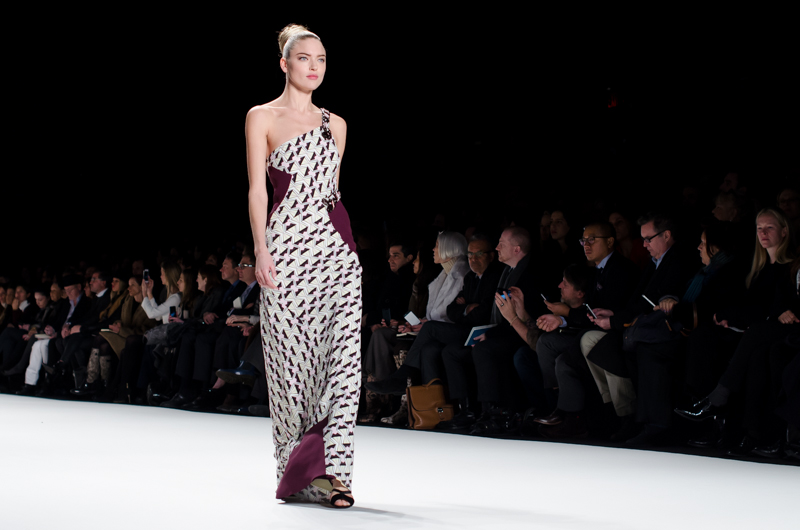
Martha Hunt (2014)

Martha Seifert Hunt (* 27. April 1989 in Wilson, North Carolina) ist ein US-amerikanisches Model.

## Karriere
Hunt wurde mit 18 Jahren bei einem Modelwettbewerb in Charlotte, North Carolina, entdeckt. Es folgten zahlreiche Auftritte als Laufstegmodel für Schauen von Armani, Chanel oder Miu Miu. Als Covermodel war sie auf der Vogue, Elle oder Marie Claire zu sehen. Seit 2012 ist sie bei der Agentur IMG Models unter Vertrag.
Von 2013 bis 2018 lief Hunt bei den Victoria’s Secret Fashion Shows und war ab 2015 ein Victoria’s Secret Angel.
Im Februar 2017 spielte sie im Musikvideo zur Single „Paris“ des Duos The Chainsmokers mit.

## Filmografie
2014: Two Broke Girls (4x06)

### Musikvideos
- 2015: Bad Blood – Taylor Swift (als Home Slice)[2]
- 2017: Paris – The Chainsmokers
- 2017: Look What You Made Me Do – Taylor Swift[3]